# لوریل لندن
لوریل لندن (به انگلیسی: Lorielle London) (زاده ۲۴ دسامبر ۱۹۸۳) شخصیت تلویزیونی و سرگرمی‌ساز آلمانی است.
او یک زن ترنس است.